# José Manuel Sánchez Sánchez
José Manuel Sánchez Sánchez es un deportista español que compite en piragüismo en la modalidad de maratón.
Ganó cuatro medallas en el Campeonato Mundial de Piragüismo en Maratón entre los años 2012 y 2017, y dos medallas en el Campeonato Europeo de Piragüismo en Maratón en los años 2016 y 2017.

## Palmarés internacional
| Campeonato Mundial | Campeonato Mundial             | Campeonato Mundial | Campeonato Mundial |
| Año                | Lugar                          | Medalla            | Evento             |
| ------------------ | ------------------------------ | ------------------ | ------------------ |
| 2012               | Roma (Italia)                  | Medalla de bronce  | C2                 |
| 2014               | Oklahoma City (Estados Unidos) | Medalla de plata   | C2                 |
| 2015               | Győr (Hungría)                 | Medalla de bronce  | C2                 |
| 2017               | Pietermaritzburg (Sudáfrica)   | Medalla de bronce  | C2                 |
| Campeonato Europeo |                                |                    |                    |
| Año                | Lugar                          | Medalla            | Evento             |
| 2016               | Pontevedra (España)            | Medalla de oro     | C2                 |
| 2017               | Ponte de Lima (Portugal)       | Medalla de oro     | C2                 |